# Illuminae
Illuminae knjiga 1 je tinejdž roman, koji je izašao 2016. godine u Srbiji, a 2015. u Americi. Napisali su ga Ejmi Kaufman i Džej Kristof. Ima nastavke Gemina (Illuminae fajlovi 2) i Obsidio (Illuminae fajlovi 3). Nalazila se na Njujork Tajmsovoj Top 10 listi za tinejdž romane.

## O knjizi
Roman je baziran na naučnoj fantastici i napisan je u stilu dijaloga ili dopisivanja i transkribovanja video snimaka. Radnja se vrti oko Kejdi Grant i Ezre Mejsona, koji je nalaze na planeti Kerenza IV, godine 2575. Knjiga ima 599 stranica i u celosti je ilustrovana. Postoji i ukoričen i mek povez. Baziran na ovoj knjizi, objavljeno je da će se snimati film od 2015. godine, pod režijom Bred Pita Plan B Entertainment.

## Radnja romana

#### Početak knjige
Sve počinje na Kerenzi, kada ju je bombardovala kompanija BeiTek. BeiTek je dobio informaciju da Kerenza poseduje ilegalne rudnike. Istog dana su Kejdi i Ezra raskinuli svoju ljubavnu vezu. Flota, koju čine Aleksandar (borbeni nosač), Hipatija (naučno istraživačka letelica) i Kopernik (teretnjak), se našla u to vreme kao jedini spas. Čim su dobili signal od Kerenze da im je potrebna pomoć, uspeli su većinu ljudi da spasu. Kejdi je bila na Hipatiji, a Ezra na Aleksandru. Kejdi je imala dovoljno veliko znanje mreža, sistema i kompjutera i time je uspela da uhakuje u sistem za dopisivanje među članovima posade i na taj način je uspela da dođe do poverljivih dokumenata, a i da kontaktira Ezru. Aleksandrom upravlja VIKTOR (Veštačka Inteligencija Ključnih Taktičko-Odbrambenih Resursa), koji je obavljao krucijalne brodske funkcije, uključujući kontrolu glavnog pogona i kalkulacije za otvaranje skočne kapije, je veoma oštećen tokom bombardovanja.

#### Sredina knjige
Ezra postaje pilot letelice. VIKTOR je, kako se kasnije saznaje, odgovoran za uništenje Kopernika i ubijanje preko 3000 ljudi (u to vreme je bio više bolesnih ljudi na Koperniku, nego zdravih). Nekoliko ljudi je spašeno, međutim bolest je počela da se širi. BeiTekovi brodovi se približavaju floti, koju sada čine Aleksandar i Hipatija. Kejdi je, već neko vreme, u kontaktu sa kolegom hakerom (Bajron), od koga saznaje za zavere na brodu. VIKTOR se sve više i više kvari.

#### Kraj knjige
Zaraza je sve više bujala, a vazduha na Aleksandru sve manje i manje. Zaraza se ubrzo mutirala. Saznaje se da zaraza potiče od BeiTekovih bombi. Kejdi je stavila na sebe da isključi VIKTOR-a. Počinje borba između bolesnih i posade (u kojoj je uključen i Ezra). Kapetana broda Aleksandar je ubio VIKTOR. Kejdi i VIKTOR vode dijalog. VIKTOR je ubeđen da to što radi je za dobro čovečanstva. Bolesni uskoro pobeđuju i preovladavaju brodom. Jednino je Kejdi zdrava na Aleksandru, i uporno se bori da ugasi VIKTOR-a. Beži sa broda u poslednjoj letelici za evakuaciju, taman u trenutku kada je BeiTekovom brodu Aleksandar bio na nišanu. Uništava ga. Kejdi, koja je ostala bez pogona u letelici, lebdi u svemiru.
Hipatija dobija signal. Kejdi dolazi na Hipatiju. Direktorki BeiTeka, Lijen Frobišer, se sudi za zločin na Kerenzi.
Nastavak knjige 1 je Gemina (knjiga 2), koja je izašla u oktobru 2017. Treća knjiga je Obsidio, koja je na engleskom izdata marta 2018. godine, ne zna se kad će prevod biti objavljen.
Od objavljivanja prve knjige, autori su osvojili mnogobrojne nagrade, uključujući i u Australiji, Amazonovu nagradu za najbolju knjigu 2015. godine itd.